# Franz Glaser
Franz Glaser, avstrijski arheolog in univerzitetni profesor, * 16. september 1950, Linz, Avstrija. 

## Življenjepis
Klasično arheologijo in antično numizmatiko je študiral na Dunaju, kjer je promoviral 1976. Od 1977 je kustos v Koroškem deželnem muzeju v Celovcu, kjer je ravnateljev namestnik in vodja rimskega muzeja Teurnia. Vodil je številna izkopavanja in napisal o tem številne prispevke – nekatere tudi v slovenščini. Najpomembnejše je njegovo odkritje odlomka marmorne plošče z nagrobnim napisom vojvoda Domicijana v Millstattu, ki dokazuje, da je bil pozabljeni karantanski knez in nekdanji deželni zavetnik Karantanije in Koroške zgodovinska osebnost iż časa cesarja Karla Velikega (glej sliko!).
Leta 1989 se je habilitiral univerzi v Innsbrucku, kjer je od 1996 izredni profesor. Kot predavatelj je gostoval tudi na Dunaju, v Gradcu, v Ljubljani in marsikod drugod.
Novembra 2021 je prejel Einspielerjevo nagrado.

## Priznanja
- Avstrijski častni križ za znanost in raziskovanje I. reda
- Papeško odlikovanje »Vitez reda svetega papeža Silvestra«